# Stranka za trajnostni razvoj Slovenije
Die Stranka za trajnostni razvoj Slovenije (deutsch: Partei für eine nachhaltige Entwicklung Sloweniens, kurz TRS) war eine politische Partei in Slowenien.

## Geschichte
Gegründet wurde die Partei am 1. Oktober 2011 im Vorfeld der am 4. Dezember stattfindenden Parlamentswahl. Ihr gehören einige ehemalige Mitglieder der Slowenischen Grünen sowie Intellektuelle und Kulturschaffende an. Parteivorsitzender ist der Schriftsteller und ehemalige Ombudsmann der Republik Slowenien (2001–07) Matjaž Hanžek.
Umfragen kurz vor der anstehenden Parlamentswahl 2011 sahen die Partei knapp unter der Vier-Prozent-Hürde. Mit einem Ergebnis von 1,22 Prozent verpasste sie schließlich den Einzug ins Parlament. Anlässlich der Europawahl 2014 schloss sie sich mit der Demokratischen Partei der Arbeit (DSD) und der Initiative für demokratischen Sozialismus (IDS) zum Linksbündnis Združena levica (ZL) zusammen. Es errang 5,5 % der Wählerstimmen, aber keinen Sitz im Europäischen Parlament. Bei der vorgezogenen Parlamentswahl im Juli desselben Jahres traten die drei Parteien wieder als ZL an, erhielten zusammen 6,0 % der Stimmen und zogen mit 6 Sitzen in die Staatsversammlung ein.
Am 24. Juni 2017 vereinigten sich TRS und IDS zur Partei Levica (Linke).

## Programm
In ihrem Programm setzt sich die Partei unter anderem für folgendes ein:
- Überprüfung aller Institutionen auf ungesetzliche Machtkonzentration
- ökologische Verantwortung
- sichere und qualitativ gute Arbeitsplätze
- höhere wirtschaftliche Leistungsfähigkeit
- Reduzierung regionaler Unterschiede